# Pia Colombo
Pia Colombo, nascuda Eliane Marie Amélie Pia Colombo (Homblières (Aisne), 6 de juliol de 1934 - Créteil, 16 d'abril de 1986) va ser una cantant francesa, d'origen francoitalià. També va ser actriu de cinema i de teatre.